# Superammasso dell'Aquario-Balena
Il Superammasso dell'Aquario-Balena (SCl 188) è un superammasso di galassie situato nelle omonime costellazioni alla distanza di 235 milioni di parsec dalla Terra (oltre 760 milioni di anni luce).
Si stima una lunghezza di circa 50 milioni di parsec.
È costituito dagli ammassi di galassie Abell 2361, Abell 2362, Abell 2366, Abell 2372, Abell 2382, Abell 2399, Abell 2401, Abell 2405 e Abell 2415.